# 世界科学、工程与技术学会
世界科学、工程与技术学会（英语：World Academy of Science, Engineering and Technology；简称WASET）是一家开放获取的学术期刊出版商，总部位于土耳其，在阿塞拜疆注册，它已被指控为掠夺性出版商。其域名“waset.org”注册于2007年，联系地址在迪拜。2013年，WASET的一份期刊《国际医学、制药、生物和生命科学杂志》(International Journal of Medical, Pharmaceutical, Biological, and Life Sciences) 在一次恶搞行动中接受了一篇明显是假的文章，作者是约翰·博汉农（John Bohannon），随后作者将此事发表在《科学》杂志上。
除了低质量发表之外，WASET还被指控安排“掠夺性学术会议”(predatory conferences)，以拔高演讲者和论文提交者的学术资历，它声称每年组织数千次学术会议，使用与已有科学团体组织的真实会议相同或相似的名称。这些学术会议质量很低，被描述为“波将金村”，任何人只需支付注册费就可以提交论文。